# Jean-Jacques Henner
Jean-Jacques Henner (Bernwiller (Alsacia), 5 de marzo de 1829 - París, 23 de julio de 1905) fue un pintor francés.

## Biografía

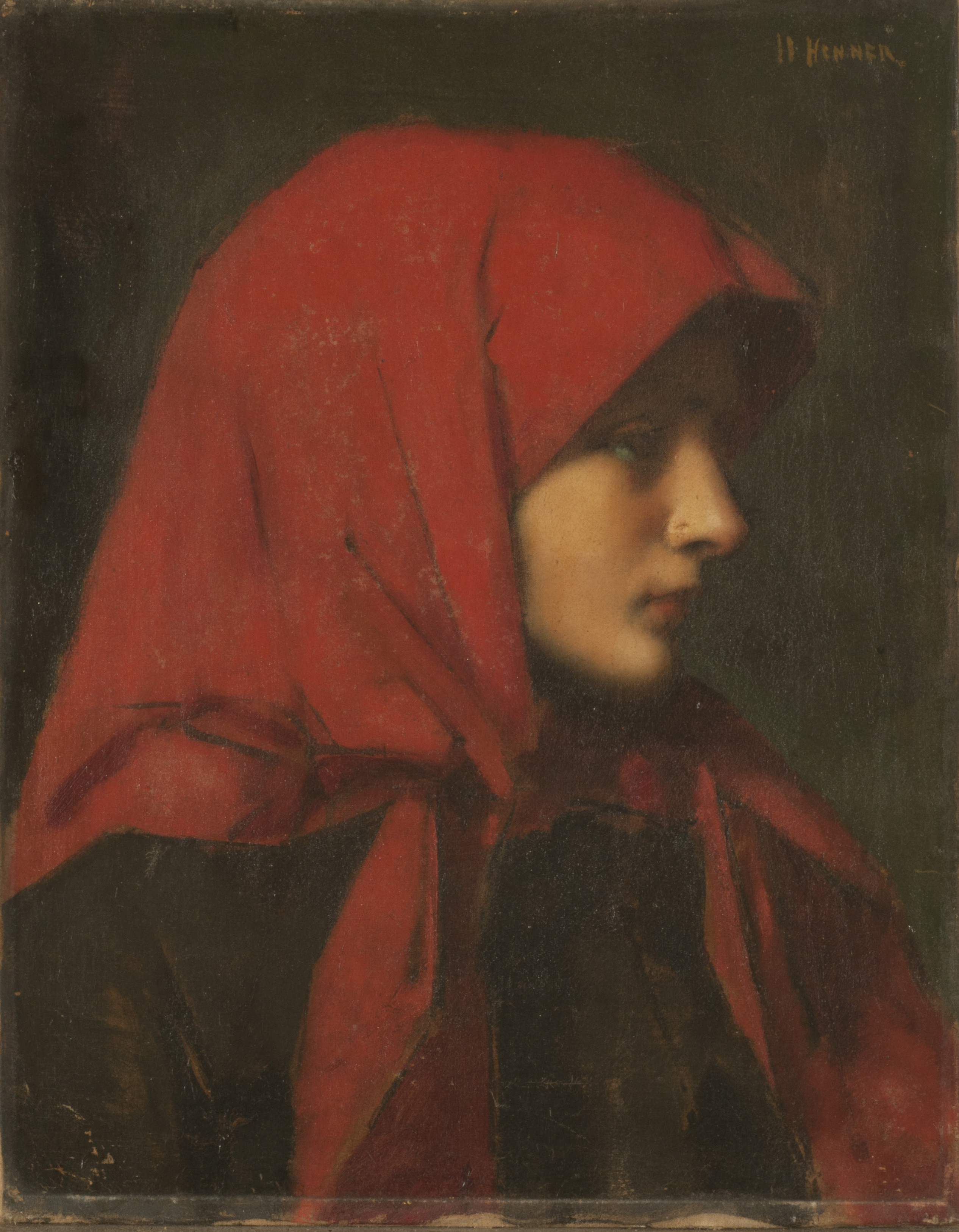
Campesina (mujer con pañuelo rojo)

Hijo de campesinos alsacianos, emigró a París debido a la grave crisis económica y alimentaria que azotó Alsacia durante los años 1846-1847.
Comenzó como pupilo de Drolling y Picot, entró en la École des Beaux Arts en 1848, y recibió el Premio de Roma con el cuadro de "Adán y Eva buscando el Cuerpo de Abel" (1858). En Roma recibió enseñanzas de Flandrin, y, además de otros trabajos, pintó cuatro cuadros para la galería de Colmar.
Su primera exposición en el Salón de París en 1863 fue con "Bañista durmiendo", y posteriormente contribuyó con "Casta Susana" (1865); "La Magdalena" (1878); "Retrato de M. Hayem" (1878); "Cristo en la Tumba" (1879); "San Jerónimo" (1881); "Herodías" (1887); "Un Estudio" (1891); "Cristo en Su Sudario," y un "Retrato de Carolus-Duran" (1896); un "Retrato de Mlle Fouquier" (1897); "La Levita de la Tribu de Efraim" (1898), por el cual recibió una primera medalla, y "El Sueño" (1900).
Además de otras distinciones profesionales, Henner también consiguió el Grand Prix por pintar en la Exposición Internacional de París de 1900. Fue hecho Caballero de la Legión de Honor en 1873, Oficial en 1878 y Comandante en 1889. En 1889 sucedió a Cabanel en el Instituto de Francia.
Tiene una gran presencia en muchos museos y una gran reputación como retratista. Sus mejores trabajos, Alsacia, provincia perdida y Fabiola al velo rojo, datan de los años 1870 a 1890. En 1889, es elegido miembro de la Academia de Bellas Artes.
El Museo Nacional Jean-Jacques Henner está instalado en el estudio del pintor Louis Édouard Dubufe (1853-1909), mostrando la obra de estos dos grandes pintores del final del siglo XIX.

## Referencias

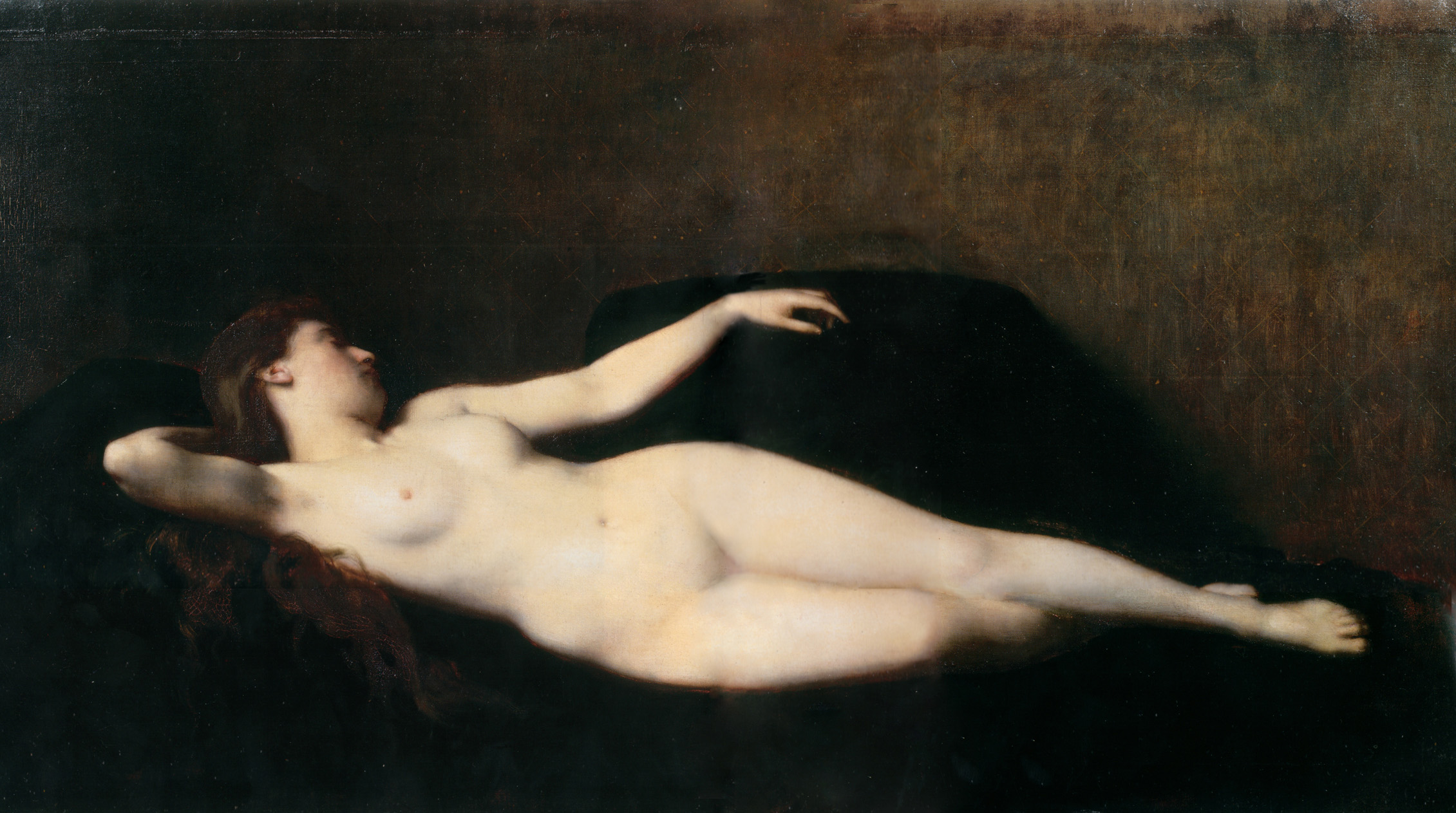
Mujer en un diván negro, 1865.